# Гипсурус
Гипсурус (лат. Hypsurus caryi) — вид лучепёрых рыб семейства живородковых. Единственный в одноимённом роде гипсурусов (Hypsurus). Распространены в восточной части Тихого океана. Максимальная длина тела 30 см. Живородящие рыбы.

## Таксономия и этимология
Впервые описан в 1853 году швейцарским и американским естествоиспытателем Жаном Луи Агассисом (фр. Jean Louis Rodolphe Agassiz; 1807—1873) по латинским биноменом Embiotoca caryi. В 1861 году Агассис выделил для данного вида отдельный род. Видовое название дано в честь американского бизнесмена и любителя-натуралиста, шурина Агассиса, Томаса Кейри (англ. Thomas Cary; 1824—1888), который обнаружил особей данного вида рыб, подтверждающих живорождение.

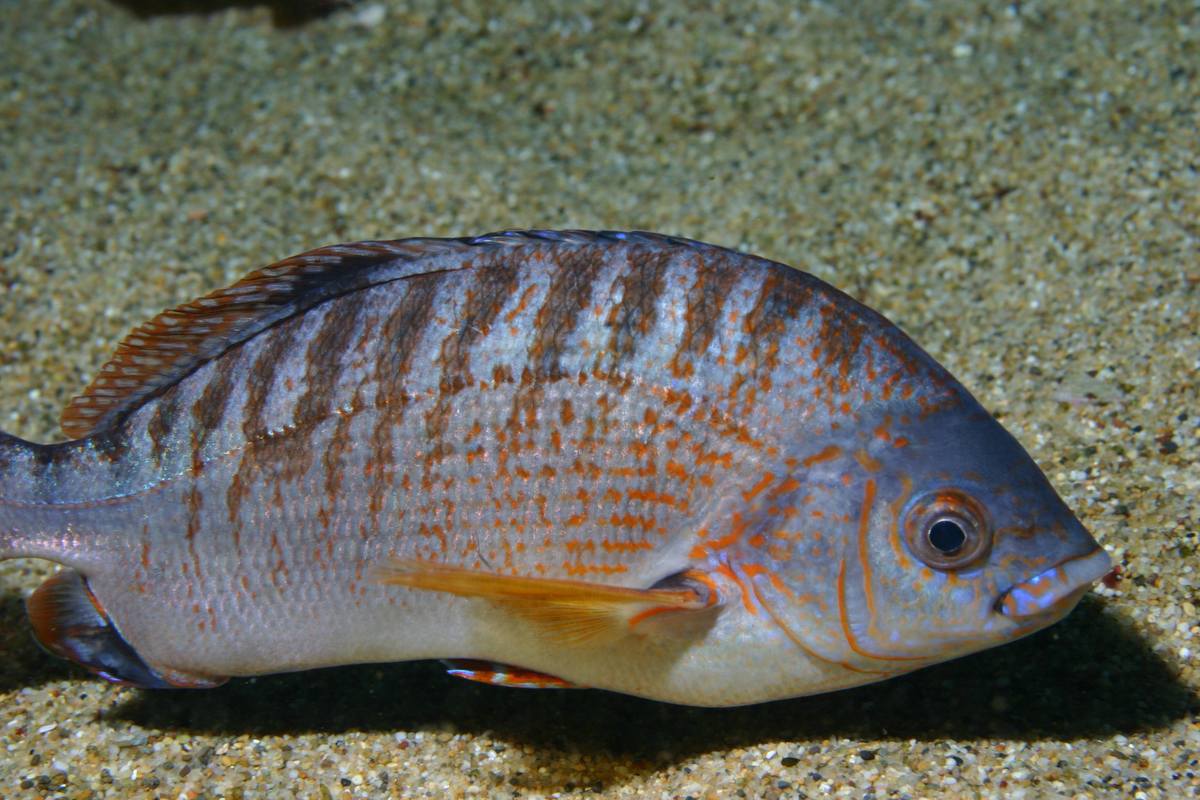

## Описание
Тело овальной формы, покрыто циклоидной чешуёй. В длинном спинном плавнике колючая и мягкие части не отделены друг от друга выемкой. Мягкая часть выше колючей. В анальном плавнике 3 жёстких и 24—24 мягких лучей. Хвостовой плавник выемчатый. Тело окрашено в оранжевый или синий цвет. Плавники оранжевые. В начале мягкой части спинного плавника, на анальном плавнике и в конце верхней губы есть по тёмному пятну. Брюшные плавники полосатые.

## Биология
Живородящие рыбы. Самец оплодотворяет самку с помощью утолщённого переднего конца анального плавника. Развитие эмбрионов проходит внутри материнского организма, вымётываются личинки.

## Ареал и места обитания
Распространены в тропических областях восточной части Тихого океана от севера Калифорнии до Нижней Калифорнии. Обитают на глубине от 1 до 50 м над скалистыми грунтами, часто в зарослях бурых водорослей; редко над песчаными грунтами, никогда не встречаются в зоне прибоя.